# Utah Flash 2009-2010
La stagione 2009-10 degli Utah Flash fu la 3ª nella NBA D-League per la franchigia.
Gli Utah Flash arrivarono terzi nella Western Conference con un record di 28-22. Nei play-off persero al primo turno con gli Iowa Energy (2-1).

## Roster
| N° | Naz.                   | Ruolo | Sportivo          | Anno | Alt. | Peso |
| -- | ---------------------- | ----- | ----------------- | ---- | ---- | ---- |
| 00 | Regno Unito (bandiera) | C     | Chris Ayer        | 1983 | 208  | 104  |
| 10 | Stati Uniti (bandiera) | G     | Kevin Kruger      | 1983 | 188  | 84   |
| 11 | Stati Uniti (bandiera) | G     | Dontell Jefferson | 1983 | 196  | 86   |
| 12 | Stati Uniti (bandiera) | G     | Andre Ingram      | 1985 | 191  | 86   |
| 15 | Stati Uniti (bandiera) | G     | Orien Greene      | 1982 | 193  | 91   |
| 18 | Stati Uniti (bandiera) | G     | Gabe Pruitt       | 1986 | 193  | 77   |
| 21 | Stati Uniti (bandiera) | A     | Jordan Brady      | 1983 | 198  | 95   |
| 21 | Stati Uniti (bandiera) | G     | Jason Richards    | 1986 | 188  | 86   |
| 22 | Stati Uniti (bandiera) | A     | Brian Hamilton    | 1982 | 198  | 93   |
| 23 | Stati Uniti (bandiera) | AC    | Darian Townes     | 1984 | 208  | 113  |
| 24 | Stati Uniti (bandiera) | G     | Lee Cummard       | 1985 | 201  | 86   |
| 24 | Stati Uniti (bandiera) | C     | Joe Darger        | 1986 | 201  | 102  |
| 32 | Stati Uniti (bandiera) | A     | Gavin Grant       | 1985 | 201  | 100  |
| 32 | Grecia (bandiera)      | C     | Kosta Koufos      | 1989 | 213  | 120  |
| 33 | Stati Uniti (bandiera) | A     | Carlos Wheeler    | 1978 | 201  | 100  |
| 34 | Bahamas (bandiera)     | A     | Bennet Davis      | 1984 | 203  | 100  |
| 41 | Australia (bandiera)   | C     | Luke Nevill       | 1986 | 216  | 120  |
| 42 | Stati Uniti (bandiera) | A     | Brian Jackson     | 1980 | 206  | 111  |

## Staff tecnico
- Allenatore: Brad Jones
- Vice-allenatori: Mark Madsen, Kevin Young
- Preparatore atletico: Nate Hunt